# Mons Usov
Il Mons Usov è una struttura geologica della superficie della Luna.